# Élections européennes de 2019 en Finlande
Les élections européennes de 2019 en Finlande sont les élections des députés de la neuvième législature du Parlement européen, qui se déroulent du 23 mai au 26 mai 2019 dans tous les États membres de l'Union européenne, dont la Finlande où elles auront lieu le 26 mai 2019.
Le 14e élu (Ligue verte) siège après l'entrée en vigueur du Brexit, à compter du 1er février 2020, car la Finlande bénéficie d'un siège supplémentaire, à la suite de la sortie du Royaume-Uni de l'Union européenne.

## Mode de scrutin
La Finlande utilise lors des élections européens un système de représentation proportionnelle avec vote préférentiel (nommé « voix locomotives » en finnois) à l'échelle du pays. Les partis présentent des listes ouvertes, ce qui signifie que les électeurs peuvent panacher, en votant pour des candidats de différentes listes. Lors du dépouillement, les suffrages reçus par chaque candidat sont comptés premièrement pour le parti et deuxièmement pour les candidats. La distribution des sièges est effectuée selon la méthode d'Hondt et les candidats sont sélectionnés sur la base de leur rang de popularité (suffrages reçus individuellement) à l'intérieur des listes participant à la distribution des sièges.

## Contexte
Au niveau européen, le scrutin intervient dans un contexte inédit. La mandature 2014-2019 a en effet vu intervenir plusieurs événements susceptibles d'influer durablement sur la situation politique européenne, comme le référendum sur l'appartenance du Royaume-Uni à l'Union européenne en 2016, l'arrivée ou la reconduction au pouvoir dans plusieurs pays de gouvernements eurosceptiques et populistes (en Hongrie en 2014, en Pologne en 2015, en Autriche en 2017 et en Italie en 2018) et l'adoption de l'Accord de Paris sur le climat en 2015. Les élections interviennent alors que la Commission européenne est présidée depuis 15 ans par le Parti populaire européen (PPE) ; la Commission sortante, présidée par Jean-Claude Juncker, rassemble des membres du PPE, de l'Alliance des libéraux et des démocrates pour l'Europe et du Parti socialiste européen.
En Finlande, les élections européennes ont lieu six semaines après les élections législatives de 2019.

## Campagne

### Candidats et partis
| Parti politique | Parti politique                           | Positionnement et idéologie                                      | Dirigeant    | Affiliation européenne | Députés sortants | Députés sortants |
| Parti politique | Parti politique                           | Positionnement et idéologie                                      | Dirigeant    | Affiliation européenne | Nombre           | Groupe politique |
| --------------- | ----------------------------------------- | ---------------------------------------------------------------- | ------------ | ---------------------- | ---------------- | ---------------- |
|                 | Parti de la coalition nationale (Kok)     | Centre droit Libéral conservatisme                               | Petteri Orpo | PPE                    | 3 / 13           | PPE              |
|                 | Parti du centre (Kesk)                    | Centre Social libéralisme, agrarisme                             |              | ALDE                   | 3 / 13           | ADLE             |
|                 | Vrais finlandais (PS)                     | Droite National-conservatisme, Populisme de droite               |              | ACRE                   | 2 / 13           | CRE              |
|                 | Parti social-démocrate (SDP)              | Centre gauche Social-démocratie                                  |              | PSE                    | 2 / 13           | S&D              |
|                 | Ligue verte (Vihr)                        | Centre gauche Écologie politique                                 |              | PVE                    | 1 / 13           | Verts/ALE        |
|                 | Alliance de gauche (VAS)                  | Gauche à gauche radicale Socialisme démocratique, Écosocialisme  |              | PGE                    | 1 / 13           | GUE/NGL          |
|                 | Parti populaire suédois de Finlande (SFP) | Centre Libéralisme, Défense des intérêts des suédois de Finlande |              | ALDE                   | 1 / 13           | ADLE             |

## Résultats
| Parti ou coalition       | Parti ou coalition                           | Voix      | %     | +/-           | Sièges | +/-           | Groupe    |  |
| ------------------------ | -------------------------------------------- | --------- | ----- | ------------- | ------ | ------------- | --------- |  |
|                          | Parti de la coalition nationale              | 380 106   | 20,80 | 1,8           | 3      | en stagnation | PPE       |  |
|                          | Ligue verte                                  | 292 512   | 16,00 | 6,7           | 3      | 1             | Verts/ALE |  |
|                          | Parti social-démocrate de Finlande           | 267 342   | 14,60 | 2,3           | 2      | en stagnation | S&D       |  |
|                          | Vrais Finlandais                             | 252 990   | 13,80 | 1,0           | 2      | en stagnation | ID        |  |
|                          | Parti du centre                              | 247 416   | 13,50 | 6,1           | 2      | 1             | RE        |  |
|                          | Alliance de gauche                           | 125 748   | 6,90  | 2,4           | 1      | en stagnation | GUE/NGL   |  |
|                          | Parti populaire suédois de Finlande          | 116 033   | 6,30  | 0,4           | 1      | en stagnation | RE        |  |
|                          | Chrétiens-démocrates                         | 89 166    | 4,90  | 0,4           | 0      | en stagnation |           |  |
|                          | Mouvement des sept étoiles (en)              | 16 140    | 0,90  | Nv.           | 0      | en stagnation |           |  |
|                          | Parti pirate                                 | 12 558    | 0,70  | en stagnation | 0      | en stagnation |           |  |
|                          | Réforme bleue                                | 6 044     | 0,30  | Nv.           | 0      | en stagnation |           |  |
|                          | Parti féministe (en)                         | 4 458     | 0,20  | Nv.           | 0      | en stagnation |           |  |
|                          | Junes Lokka (fi)                             | 4 064     | 0,20  | Nv.           | 0      | en stagnation |           |  |
|                          | Parti communiste de Finlande                 | 3 659     | 0,20  | 0,1           | 0      | en stagnation |           |  |
|                          | Parti libéral – Liberté de choisir (en)      | 3 012     | 0,20  | Nv.           | 0      | en stagnation |           |  |
|                          | Parti de la justice animale de Finlande (en) | 2 924     | 0,20  | Nv.           | 0      | en stagnation |           |  |
|                          | Finlandais d'abord (en)                      | 2 568     | 0,10  | Nv.           | 0      | en stagnation |           |  |
|                          | Parti des citoyens (en)                      | 2 058     | 0,10  | Nv.           | 0      | en stagnation |           |  |
|                          |                                              |           |       |               |        |               |           |  |
| Votes valides            | Votes valides                                | 1 828 799 | 99,70 |               |        |               |           |  |
| Votes blancs et nuls     | Votes blancs et nuls                         | 6 331     | 0,30  |               |        |               |           |  |
| Total                    | Total                                        | 1 835 130 | 100   | -             | 14     | 1             | -         |  |
| Abstentions              | Abstentions                                  | 2 669 350 | 59,30 |               |        |               |           |  |
| Inscrits / Participation | Inscrits / Participation                     | 4 504 480 | 40,70 |               |        |               |           |  |